# سيبرانداهوس
سيبرانداهوس (بالهولندية: Sijbrandahuis)‏ هي قرية ببلدية دانتوماديل مقاطعة فرايزلاند، هولندا. بلغ عدد سكانها حوالي 45 في 2014. وبهذا فهي أصغر منطقة مأهولة في بلدية دانتوماديل. الاسم الفريزي هو الاسم الرسمي منذ عام 2009. حيث سبق ذكر الأسماء الفريزية والهولندية على علامات الموقع والشوارع، ثم تم ذكر الأسماء الفريزية الرسمية فقط.